# Prêmio Professor Emérito
O Prêmio Professor Emérito é um prêmio concedido anualmente pelo Centro de Integração Empresa-Escola (CIEE) para professores(as) eméritos(as) de destaque. A escolha é feita por uma comissão formada por membros do conselho de administração do CIEE e representantes do jornal Estadão.
Os reconhecidos recebem o Troféu Guerreiro da Educação Ruy Mesquita, uma escultura em bronze idealizada pelo artista plástico Cássio Lázaro que simboliza um lutador pela melhoria da educação brasileira.
O ex-presidente Fernando Henrique Cardoso recebeu a edição 2018 do prêmio, composto inclusive por sua falecida esposa, Ruth Cardoso, a primeira agraciada.

## Premiados
Confira a lista completa dos premiados:
- 1997 - Ruth Cardoso - Antropóloga.
- 1998 - Miguel Reale - Reitor da Universidade de São Paulo (USP), jurista, filósofo e educador.
- 1999 - Esther de Figueiredo Ferraz - Reitora da Universidade Mackenzie, Ministra da Educação[4]
- 2000 - Luiz Venere Décourt - Professor catedrático de Medicina da Universidade de São Paulo (USP)[5]
- 2001 - José Pastore -  Sociólogo, professor da Faculdade de Economia e Administração da Universidade de São Paulo (USP).[6][7]
- 2002 - Antônio Hélio Guerra Vieira -  Reitor da Universidade de São Paulo (USP), engenheiro.[8]
- 2003 - Sociólogo e professor da Faculdade de Filosofia, Letras e Ciências Humanas da USP Antonio Candido de Mello e Souza - 2003[9]
- 2004 - Paulo Vanzolini - Zoólogo[10]
- 2005 - Paulo Nogueira Neto - Secretário do Meio Ambiente e professor.[11]
- 2006 - Crodowaldo Pavan - Geneticista e professor[12]
- 2007 - Ives Gandra da Silva Martins - Professor de Direito Constitucional e tributarista[13]
- 2008 - Evanildo Cavalcante Bechara - Filólogo, membro da Academia Brasileira de Letras
- 2009 - Adib Jatene - Cardiologista, professor e Ministro da Saúde
- 2010 - José Cretella Júnior - Professor de Direito e Membro da Academia Paulista de Letras
- 2011 - Angelita Gama - Médica e professora da Faculdade de Medicina da Universidade de São Paulo
- 2012 - Delfim Netto - Economista e Ministro da Fazenda
- 2013 - William Saad Hossne - Médico e reitor de Universidade Federal de São Carlos.
- 2014 - José Goldemberg - Doutor em ciências físicas e professor pesquisador. Ministro da Educação e secretário do Meio Ambiente..[14]
- 2015 - Celso Lafer
- 2016 - Rubens Ricupero
- 2017 - Roberto Rodrigues
- 2018 - Fernando Henrique Cardoso